# The Watcher (2000)
The Watcher (bra: O Observador; prt: 24 Horas para Matar) é um filme estadunidense de 2000 do gênero policial, dirigido por Joe Charbanic. As locações foram em Chicago e Oak Park, Illinois.

## Sinopse
O agente especial do FBI Joel Campbell (James Spader) que trabalhava em Los Angeles, mudou-se para Chicago e encontra-se afastado por diversos problemas de saúde e também faz terapia com a Dra. Polly Beilman (Marisa Tomei). Enquanto estava em Los Angeles ele trabalhara e falhara no caso de um assassino serial. O assassino o conhecia bem e fez Campbell entrar em crise quando escolheu como vítima a namorada do agente. Uma das características do assassino era sempre enviar as fotos de suas vítimas para Campbell, dando-lhe um prazo para encontrá-las.
Em Chicago, Campbell pensara ficar livre do assassino, mas logo vê que não quando começa receber novamente as fotos e descobre que as mulheres foram mortas na cidade. Ele é contatado pela polícia de Chicago para cuidar do caso e então resolve voltar para a ativa e perseguir o assassino. Porém o assassino está ainda mais inteligente do que antes.

## Elenco
- James Spader como Joel Campbell
- Keanu Reeves como David Allen Griffin
- Marisa Tomei como Dra. Polly Beilman
- Chris Ellis como Detetive Hollis Mackie
- Ernie Hudson como Agente Mike Ibby
- Robert Cicchini como Agente Mitch Casper
- Yvonne Niami como Agente Lisa Anton

## Trilha sonora
O filme traz em sua trilha sonora a canção "6 Underground", hit de 1996 de Sneaker Pimps.[carece de fontes?]

## Recepção
O filme foi criticado pela crítica com o Rotten Tomatoes segurando um Tomatômetro de 11% com base em 90 críticas, com uma classificação média de 3,5/10. O Metacritic, que usa uma média ponderada, atribuiu uma pontuação de 22 em 100 com base em 29 críticos, indicando “avaliações geralmente desfavoráveis”. O público consultado pelo CinemaScore deu ao filme uma nota média de “C-” na escala de A+ a F. Keanu Reeves ganhou uma indicação ao Razzie Award como Pior Ator Coadjuvante por sua atuação, “perdendo” o prêmio para Barry Pepper por Battlefield Earth.

### Bilheteria
O filme estreou no primeiro lugar das bilheterias norte-americanas, arrecadando US$ 9.062.295 no fim de semana de estreia. O fim de semana de 15 a 17 de setembro de 2000 teve uma das piores bilheterias desde os anos 1980. Teve uma queda de 36% no lucro bruto na semana seguinte, mas foi o suficiente para manter o filme no primeiro lugar. Seu total bruto doméstico foi de US$ 28.946.615.